# مدرسة قطر الدولية
مدرسة قطر الدولية هي مدرسة دولية بريطانية تتبع نظام الشهادة العامة الدولية للتعليم الثانوي والمستوى المتقدم من التعليم. تقع المدرسة في وسط مدينة الدوحة عاصمة قطر. توفر المدرسة التعليم من الروضة إلى الصف 13. مدرسة قطر الدولية معروفة في جميع أنحاء العالم لتقديم برنامج الشهادة العامة الدولية للتعليم الثانوي الممتازة في منطقة الشرق الأوسط.